# Sandra Botha
Celia-Sandra Botha (sinh ngày 25 tháng 2 năm 1945) là một chính trị gia Nam Phi, từng là Đại sứ của Nam Phi tại Cộng hòa Séc. Bà là cựu lãnh đạo phe đối lập trong Quốc hội, thay mặt cho Liên minh Dân chủ và lãnh đạo của nó, Helen Zille.
Bà tuyên bố ý định từ chức sau cuộc tổng tuyển cử Nam Phi năm 2009, để trở thành đại sứ. Nhiệm kỳ của cô tại Prague kết thúc vào tháng 6 năm 2013. Bà sẽ không tìm kiếm một vị trí lãnh đạo ở Nam Phi, nhưng sẽ tham gia vào đời sống chính trị, và là một phần của "trận chiến ý tưởng".

## Tuổi thơ và sự nghiệp
Sinh ra trong một gia đình nông dân Afrikaner ở Viljoenskroon, Orange Free State, ngay từ những năm 1960, Botha đã thuyết phục nông dân địa phương thuê một nhân viên xã hội để phục vụ nhu cầu của các gia đình da đen nông thôn. Bà cũng đã tổ chức các cuộc hội đàm với Hội đồng Citrus để tiếp tục hỗ trợ mùa đông cho những người nông dân.
Đã trúng tuyển vào trường trung học Parys, Botha tiếp tục hoàn thành một năm ở New York với sự trợ giúp của học bổng. Sau đó bà có bằng cử nhân kinh tế tại Đại học Stellenbosch.
Bà đã kết hôn với một nông dân và cựu nghị sĩ Andries Johannes Botha và cặp vợ chồng có năm đứa con và năm đứa cháu. Ngay sau khi kết hôn, Botha bắt tay vào một Sesotho và ngôn ngữ học văn bằng tại UniSA.
Botha cũng tham gia rất nhiều vào phong trào chống phân biệt chủng tộc. Cùng với Helen Zille, Botha là một phần của phong trào Sash Đen.
Bà không liên quan đến bất kỳ một trong hai chính trị (ủng hộ chính trị) khác của Nam Phi, bao gồm cả PW Botha hoặc Pik Botha.
Botha được bầu vào Hội đồng quốc gia của các tỉnh cho Đảng Dân chủ năm 1999. Bà phục vụ như là nhà lãnh đạo của đảng từ năm 2000 đến 2004.